# Villa Trento Carli

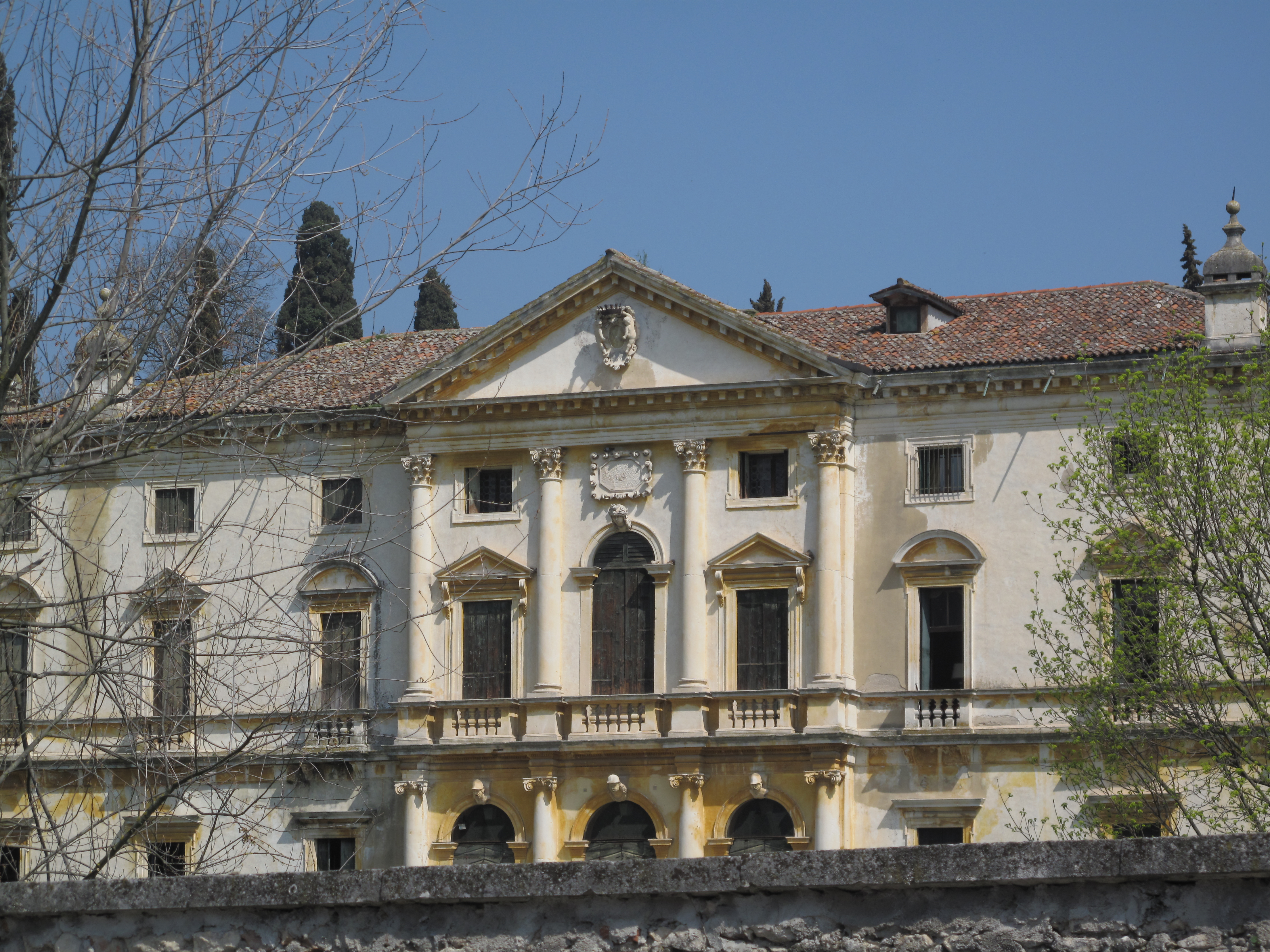
La facciata della villa

Villa Trento Carli è una residenza storica che si trova nel comune veneto di Longare, nella frazione Costozza.

## Storia
La villa fu fatta costruire nel 1645 dal conte Alessandro Morlini Trento, che ne affidò il progetto all'architetto Antonio Pizzocaro, il quale inglobò un preesistente edificio del XV secolo, di cui resta una stanza con soffitto a volta crociata e un grande stemma quattrocentesco dei conti Trento. Il progetto mantenne e valorizzò il sistema dei ventidotti, grazie anche all'alto livello professionale delle maestranze impiegate. La proprietà passò in seguito a vari proprietari, giungendo infine nelle mani della famiglia di Antonio Carli, che la acquisì nel 1925. Durante la seconda guerra mondiale in villa Carli si tenevano le riunioni segrete del CLN.

## Descrizione
L'edificio è costituito da un corpo centrale a sviluppo longitudinale e due ali arretrate; l'insieme forma uno scenografico complesso posto ai piedi della collina e preceduto da ampio parco all'inglese. Verso est un corpo più tardo, denominato "ala napoleonica", fu aggiunto probabilmente dai principi d'Aremberg verso la metà del XIX secolo.
La facciata maestosa, preceduta da ampia gradinata a due rampe, ha tre fornici che introducono alla vasta sala con soffitto decorato a travi dipinte. Il pavimento reca tre griglie in pietra finemente traforata che collegano i sottostanti ventidotti alla sala. Notevole la grande sala superiore di ampie proporzioni e con pavimento bianco e rosso, in cotto e pietra locale.
La foresteria fu aggiunta agli inizi dell'Ottocento. Interessanti le statue seicentesche sui pilastri di cancello d'ingresso al parco. Di particolare interesse storico e artistico è la chiesetta gentilizia - l'Oratorio di San Michele - costruita nel Quattrocento, come la villa primitiva.